# No querías lastimarme
«No querías lastimarme» es el segundo sencillo del noveno álbum de estudio De película de la cantautora y actriz mexicana Gloria Trevi.  Fue lanzado como sencillo por la empresa discográfica Universal Music Latino oficial el lunes 16 de septiembre de 2013. Se trata de una balada romántica perteneciente a los géneros de pop y pop latino. Compuesta por Gloria junto a su hijo Ángel Gabriel y Marcela de la Garza y producida por Armando Ávila.
El video musical fue dirigido por Gustavo Garzón y filmado en la Ciudad de México.

## Composición y lanzamiento
El tema fue lanzado como sencillo oficial el lunes 16 de septiembre de 2013. Fue compuesta por Trevi, su hijo Ángel Gabriel y Marcela de la Garza y producida por Armando Ávila. La cantante la consideró una de las mejores baladas que ha compuesto en su trayectoria. A su vez argumentó «Amo esta canción. Le doy gracias a Dios por la inspiración que llegó una tarde que me junté con Marcela de la Garza, quedamos tan contentas después de llorar con esta rola que agarramos tremenda peda y ya no aprovechamos para escribir más».

## Lista de canciones
- Descarga digital

| No querías lastimarme — Single |                         |          |  |
| N.º                            | Título                  | Duración |  |
| 1.                             | «No querías lastimarme» | 3:44     |  |

- Sencillo en CD

| — Sencillo en CD - Edición estándar |                         |          |  |
| N.º                                 | Título                  | Duración |  |
| 1.                                  | «No querías lastimarme» | 3:44     |  |

## Video musical

### Desarrollo y lanzamiento
El 5 de octubre de 2013 comenzó la grabación del video musical, dirigido por Gustavo Garzón y grabado en México, D.F. El 14 de octubre de 2013 se revela el tráiler subida en la cuenta oficial de Youtube de la cantante. El 22 de octubre de 2013 se sube el segundo adelanto del videoclip.

Cada uno de los videos tiene que ser una mini película, una mini historia, está muy intenso porque es una historia de amor y de traición, de suspenso, hay violencia, pero a poco no hay violencia cuando alguien te dice que no te quiere lastimar y te quiere matar, te da besos, te hace sentir especial y luego te dice mejor no debemos seguir porque no quiero romperte el corazón y tu pones cara de what.
Gloria sobre el video musical.

## Posicionamiento

### Posiciones
| País           | Organismo       | Lista                  | Mejor posición |
| 2013           | 2013            | 2013                   |                |
| -------------- | --------------- | ---------------------- | -------------- |
| México         | Monitor Latino  | Top Pop                | 1              |
| México         | Monitor Latino  | Top General            | 3              |
| México         | Billboard       | México Español Airplay | 1              |
| Estados Unidos | Billboard       | Latin Pop Songs        | 16             |
| Estados Unidos | Billboard       | Hot Latin Songs        | 36             |
| Brasil         | Airplay 50      | Hot Pop                | 8              |
| Puerto Rico    | Monitor Latino  | Top General            | 1              |
| Bolivia        | Monitor Latino  | Top Pop                | 1              |
| Argentina      | Monitor Latino  | Top Pop                | 5              |
| Perú           | Monitor Latino  | Top General            | 4              |
| Venezuela      | Monitor Latino  | Top Pop                | 1              |
| Colombia       | National Report | Airplay 50             | 8              |

## Recepción
No querías lastimarme recibió una acogida cálida inmediatamente a su lanzamiento, en México en su primera semana debutó en los diez primeros de las más tocadas a nivel nacional en la categoría general, mientas que en el ranking pop dominó el primer lugar de Monitor Latino durante once semanas consecutivas. De igual manera en el México Espanol Airplay de Billboard lo dominó por más de seis semanas.
En los Estados Unidos no contó con la promoción debida por parte de su disquera en las radios, lo que produjo que llegara al número dieciséis en el Latin Pop Songs entre los temas pop más vendidos digitalmente en el país y como posición máxima 36 en Hot Latin Songs el conteo más importante de música latina en Billboard.
En el caso de Latinoamérica el tema fue un éxito rotundo llegando a las primeras posiciones de la mayoría de países del continente. Fue número uno en Venezuela, Puerto Rico y Bolivia en las categorías pop y general de Monitor Latino. En Perú y Argentina se posicionó en los cinco primeros lugares mientras que Brasil 50 Airplay y Colombia National Report alcanzó la octava casilla como máxima posición.